# X4 (音楽グループ)
X4（エックスフォー）は、2015年に結成された関西発のボーカル&ダンスグループである。

## 概要
2015年、YUYA（松下優也）を中心に関西発本格派ボーカル&ダンスグループとして結成された。2015年6月25日の代官山UNITでのライブにて、テイチクエンタテインメント内にX4の専門レーベル「XVISION」を立ち上げメジャーデビューすることを発表し、同年10月にシングル「Killing Me」でメジャーデビューを果たす。2015年9月にSJの脱退が発表され3人体制となったが、2016年2月、新メンバーSHOTAとJUKIYAを加え5人体制となった。メンバー全員がボーカルとパフォーマーの役割を担い、ヒップホップダンスを織り交ぜたパフォーマンスを行っている。3月には5人体制となって初のシングル「Party Up!!」をリリース、5月にはファーストアルバム「Funk, Dunk, Punk」をリリースし、全国ツアーを敢行した。2016年10月5日、メジャーデビュー1周年を迎える節目にファンへの感謝の気持ちを込めたミニアルバム「4 MY BABY」をリリースした。（X4のファンは「X Baby」と呼ばれている。）2020年3月31日をもって解散。

## メンバー
- YUYA（松下優也）
1990年5月24日生まれ。兵庫県西宮市出身。身長180cm。A型。最年長メンバーとしてグループを牽引する。X4結成前は歌手や俳優としてソロ活動をしていた。俳優活動を精力的に行っており、2016年度下半期、NHKの連続テレビ小説べっぴんさんに岩佐栄輔役として出演している。

- KODAI（吉田広大）
1992年5月2日生まれ。大阪府出身。身長176cm。AB型。X4結成前はSJと路上アーティストとして活動していた。舞台俳優としても活躍している[3]。ソロ活動時の名義は本名の吉田広大。

- T-MAX（松本拓馬）
1991年7月8日生まれ。京都府出身。身長168cm。O型。X4結成前はEDENのメンバーとして活動。YUYAとは同じ音楽スクールに通っていた。舞台俳優としても活躍している。

- JUKIYA（Jay U）
1999年11月18日生まれ。大阪府出身。身長170cm。O型。メンバーのYUYAとT-MAXはダンススクールの先輩でもある。中学生の頃からSHUNやKREVAなどのヒップホップ曲を好み、グループの楽曲でもラップを担当する機会が増えつつある[2][4]。

旧メンバー
- SJ（坪内聖士）
1991年5月12日生まれ。大阪府出身。韓国と日本のハーフ。X4結成前はKODAIと今の相方RAYと3人で[BOYCE]として活動していた。2015年9月末にX4脱退。その後はTwo Sideとして活動。2017年8月31日に公式サイトにて急性骨髄性白血病と診断され8月28日より入院していると発表された。復帰後Two Sideとして活動していたが2022年3月29日TwoHeartを最後のライブとし解散。2021年5月からSJからSWEELYとしソロ活動を行っている。

- SHOTA（平良翔太）
1995年5月4日生まれ。沖縄県出身。身長170cm。B型。メンバー唯一の関西圏外出身。X4加入前はモデルの仕事をしていた。2017年12月末をもってグループを卒業。[2]。

## 略歴
- 2014年
  - 12月28日 松下優也ソロライブファイナル公演にてX4の結成を発表

- 2015年
  - 2月22日 1stアルバム「XVISION」をインディーズ発売。iTunes R&Bチャート1位獲得。
  - 3月20日 4月29日にかけて全国20ヶ所をまわる1st TOUR「X4 LIVE TOUR 2015 -XVISION-」を敢行。
  - 6月13日 シングル「声にしたなら」を配信し、iTunes R&Bチャート1位を獲得。
  - 6月25日 代官山UNITでのライブにて、テイチクエンタテインメント内にX4の専門レーベル「XVISION」を立ち上げメジャーデビューすることを発表。
  - 7月 全国ツアー「X4 LIVE TOUR 2015 -NEXTVISION-」を開催。
  - 9月30日 SJの脱退が発表され、3人体制となる。
  - 10月7日 シングル「Killing Me」でメジャーデビュー。10月19日付オリコン週間シングルランキング10位を記録。（デイリーランキング最高位3位）
  - 10月21日 全国15ヶ所をまわるツアー「X4 LIVE TOUR 2015 ~Killing Me~」を敢行。
- 2016年
  - 1月 シングル「obsession」を配信し、iTunes R&Bチャート1位を獲得。
  - 2月 新メンバーSHOTAとJUKIYAの加入を発表。シングル「IDKYN（I don't know your name）を配信し、iTunes R&Bチャート1位を獲得。
  - 4月 全国23ヶ所をまわるツアー「X4 LIVE TOUR 2016 -Party Up!!-」を開催。
  - 5月 アルバム「Funk, Dunk, Punk」をリリース。
  - 7月 全国ツアー「X4 LIVE TOUR 2016 -Funk, Dunk, Punk-」を開催。[1][5][6]
  - 10月 ミニアルバム「4 MY BABY」をリリース。
- 2017年
  - 1月より3ヶ月連続配信リリースを行い、全曲でiTunes R＆Bチャートで1位を獲得。
  - 3月 アルバム「Xross Mate」をリリース。
  - 4月 全国ツアー「X4 LIVE TOUR 2017 –Xross Mate-」を開催。
  - 10月 ミニアルバム「XTIME」をリリース。オリコンデイリー5位を記録。収録曲「最後の言葉」は松下優也が出演するAmazonプライムビデオ「フェイス-サイバー犯罪特捜班-」の主題歌となっている。また、「君がいるから」が日本テレビ系「ＰＯＮ！」10月エンディングテーマに決定。
  - 12月末をもってSHOTAが卒業。
- 2019年
  - 8月 翌年2020年3月31日をもってグループの解散を発表。
  - 10月 ラストツアーX4 LIVE TOUR 2019～Cryoni"X"～を開催。
- 2020年
  - 3月 ラストミニアルバム「Cryoni"X"」をリリース。31日をもって解散。

## ディスコグラフィ

### インディーズ

#### 配信シングル
| 枚  | 発売日        | タイトル     | 備考                            |
| --- | ------------- | ------------ | ------------------------------- |
| 1st | 2015年6月13日 | 声にしたなら | 『Funk,Dunk,Punk』収録(5人ver.) |

#### 配信アルバム
| 配信日        | タイトル | 収録曲 |
| ------------- | -------- | --- |
| 2015年2月22日 | XVISION  | THEME OF XVISION FIRE Bang A Gong Future, Super Duper, Nova 最後の言葉 三日月 Raindrop Little Longer Heaven I Don't Know Your Name LOST GAME |

### メジャー

#### シングル
|     | 発売日         | タイトル   | 収録曲                                                    | 販売形態 | 規格品番                       | オリコン最高位 |
| --- | -------------- | ---------- | --------------------------------------------------------- | --- | ------------------------------ | -------------- |
| 1st | 2015年10月7日  | Killing Me | Killing Me MONSTER #musicoverdose -X4 ver.-               | 初回限定盤A 初回限定盤B 通常盤 完全生産限定盤（イベント会場限定盤）CD5枚組セット 完全生産限定盤（イベント会場限定盤）TEX-1〜5  | TECX-1 TECX-2 TECX-3 00CX-1001 | 10位           |
| 2nd | 2016年3月30日  | Party Up!! | Party Up!! 誓い obsession IDKYN（I don't know your name） | 初回限定盤A 初回限定盤B 通常盤                                                                                                 | TECX-4 TECX-5 TECX-6           | 17位           |
| 3rd | 2016年12月14日 | キズナ     | キズナ Hold Back FIRE                                     | 初回限定盤A 初回限定盤B 通常盤 完全生産限定盤（イベント会場限定盤）CD5枚組セット 完全生産限定盤（イベント会場限定盤）TEX-6〜10 | TECX-7 TECX-8 TECX-9 00CX-1002 | 14位           |

#### 配信シングル
| 枚  | 発売日         | タイトル                      | 備考                                   |
| --- | -------------- | ----------------------------- | -------------------------------------- |
| 1st | 2015年11月26日 | Snow Flakes                   | 『Funk,Dunk,Punk』収録                 |
| 2nd | 2016年1月27日  | obsession                     | 『Party Up!!』、『Funk,Dunk,Punk』収録 |
| 3rd | 2016年2月24日  | IDKYN(I don’t know your name) | 『Party Up!!』、『Funk,Dunk,Punk』収録 |
| 4th | 2017年1月11日  | i want you back               | 『Xross Mate』収録                     |
| 5th | 2017年2月1日   | O                             | 『Xross Mate』収録                     |
| 6th | 2017年3月1日   | Rockin’ It                    | 『Xross Mate』収録                     |
| 7th | 2017年7月11日  | 最後の言葉                    | 『XTIME』収録                          |
| 8th | 2018年8月22日  | Let Me Love You Down          |                                        |

#### アルバム
|     | 発売日        | タイトル         | 収録曲 | 販売形態                                                                                        | 規格品番                       | 備考         |
| --- | ------------- | ---------------- | --- | ----------------------------------------------------------------------------------------------- | ------------------------------ | ------------ |
| 1st | 2016年5月25日 | Funk, Dunk, Punk | Funk, Dunk, Punk Party Up!! Dive into your love Killing Me obsession You Rainbow Road 声にしたなら Snow Flakes IDKYN（I don't know your name） 薬指 誓い DISTANCE #musicoverdose -X4 ver,- LOVE COST Fly in（通常盤のみ収録） 欲望（通常盤のみ収録）                                                  | 初回限定盤A 初回限定盤B 通常盤                                                                  | TECX-1001 TECX-1002 TECX-1003  | 10位         |
| 2nd | 2017年3月8日  | Xross Mate       | Xross Mate i want you back O Rockin’ It I don’t know サヨナラ愛してた Baby it’s love Once More Dance Steel love free fall cry キズナ Heaven（通常盤のみ収録） Bang A Gong（通常盤のみ収録） | 初回限定盤 通常盤                                                                               | TECX-1006 TECX-1007            | 20位         |
| 3rd | 2018年4月18日 | XXXX             | 1: I'll give you all my life 2: Wanna touch in you 3: Girl 4: Wonderful life 5: Forbidden Love 6: Rap Star / JUKIYA 7: Thank You 8: 砂時計 9: Butterfly / 松下優也 10: Fillin’ me with your love 11: Don't need words / T-MAX 12: Phantom Thief X 13: This is love 14: 花 / 吉田広大 15: ラストシーン | 初回限定盤 通常盤                                                                               | TECX-1011 TECX-1012            | 配信リリース |
| 4th | 2019年7月17日 | X-tra BEST       | 形態ごとに異なる | 《オフィシャルサイト限定販売》 初回限定盤A 初回限定盤B 通常盤 《通常販売》 エクストラプライス盤 | TEX-16 TEX-18 TEX-20 TECX-1024 | 9位          |

#### ミニアルバム
|      | 発売日         | タイトル  | 収録曲                                                                                              | 販売形態                             | 規格品番                       | オリコン最高位 |
| ---- | -------------- | --------- | --------------------------------------------------------------------------------------------------- | ------------------------------------ | ------------------------------ | -------------- |
| 1st  | 2016年10月5日  | 4 MY BABY | Higher than your cloud Pride Future, Super Duper, Nova Little Longer そばにいてよ Will You Marry Me | 初回限定盤 通常盤                    | TECX-1004 TECX-1005            | 9位            |
| 2nd  | 2017年10月4日  | XTIME     | 最後の言葉 Attention Please Raindrop 月夜 三日月 君がいるから                                       | 初回限定盤 通常盤                    | TECX-1009 TECX-1010            | 12位           |
| 3rd  | 2018年12月19日 | CROSSROAD | Guilty Love Coz I love you Haunted By You ROCK STEADY Song 4 you                                    | 初回限定盤A 初回限定盤B 通常盤       | TECX-1013 TECX-1014 TECX-1015  |                |
| Last | 2020年03月25日 | Cryoni"X" | Kiss & Cry What is love I'm sorry 僕のすべて Goodbye till tomorrow                                  | 通常盤A 通常盤B オフィシャルサイト盤 | TECX-1029 TECX-1030 TEX-24～27 | 33位           |

### 映像作品
| 枚数 | 発売日         | タイトル                           | 収録内容                                                   | 備考                         |
| ---- | -------------- | ---------------------------------- | ---------------------------------------------------------- | ---------------------------- |
| 1st  | 2017年2月22日  | X4 LIVE TOUR 2016 -Funk,Dunk,Punk- | 2016年8月26日 Zepp Tokyo公演収録 （DVD&Blu-ray）           |                              |
| 2nd  | 2017年11月15日 | X4 LIVE TOUR 2017 -Xross Mate-     | 2017年6月22日 Zepp DiverCity Tokyo公演収録 （DVD&Blu-ray） |                              |
| 3rd  | 2018年08月22日 | X4 LIVE TOUR 2018 -XXXX-           | 2018年5月31日 Zepp Tokyo公演収録 （DVD&Blu-ray）           | X4オフィシャルサイト限定販売 |

## タイアップ
| 曲名              | タイアップ | 収録作品                                          |
| ----------------- | --- | ------------------------------------------------- |
| Killing Me        | テレビ朝日系「Break Out」2015年10月度オープニングトラック 読売テレビ「キューン!」10月度エンディングテーマ J:COMテレビ「J-エンタ」10月度エンディングテーマ | 1stシングル「Killing Me」（2015年10月7日発売）    |
| 誓い              | 舞台｢暁のヨナ｣イメージソング | 2ndシングル「Party Up!!」（2016年3月30日発売）    |
| Rainbow Road      | テレビ朝日系「Break Out」2016年5月度エンディングトラック                                                                                                  | アルバム「Funk, Dunk, Punk」（2016年5月25日発売） |
| Will You Marry Me | テレビ朝日系「Break Out」2016年10月度エンディングトラック                                                                                                 | ミニアルバム「4 MY BABY」（2016年10月5日発売）    |
| Pride             | TBS系「ランク王国」2016年10月、11月度エンディングテーマ                                                                                                   | ミニアルバム「4 MY BABY」（2016年10月5日発売）    |
| Little Longer     | 日本テレビ系「徳井と後藤と芳しの指原が今夜くらべてみました」2016年10月度エンディングテーマ                                                                | ミニアルバム「4 MY BABY」（2016年10月5日発売）    |
| キズナ            | テレビ朝日系「Break Out」2016年12月度エンディングトラック                                                                                                 | 3rdシングル「キズナ」（2016年12月14日発売）       |

## 出演

### LIVE（単独）
- 2015年03月20日～04月29日 1st LIVE TOUR 2015（全20公演）
- 2015年05月25日～05月28日 LIVE TOUR 2015 - X4DAYS -（全4公演 渋谷WWW）
- 2015年05月31日 FAN MEETING vol.1（全2公演 心斎橋FANJ twice）
- 2015年06月21日 城天ストリートライブ
- 2015年06月25日～06月26日 LIVE TOUR 2015 - X4DAYS -追加公演（全2公演 代官山UNIT）
- 2015年07月09日～07月23日 LIVE TOUR 2015 - NEXTVISION -（全6公演）
- 2015年07月26日 城天ストリートライブ
- 2015年08月20日、08月30日 LIVE 2015 -夏の大感謝祭-（全2公演 梅田、新宿）
- 2015年10月21日～11月26日 LIVE TOUR 2015 - Killing Me -（全14+追加1公演）
- 2016年04月01日～05月26日 LIVE TOUR 2016 - Party Up! -（全23公演）
- 2016年07月02日～08月26日 LIVE TOUR 2016 - Funk,Dunk,Punk -（全21公演）
- 2016年09月21日～09月23日 HEAVY RHYTHM 2016 - KODAI SOLO -（全2公演）
- 2017年04月02日～07月01日 X4 LIVE TOUR 2017 - Xross Mate -（全21公演）
- 2017年07月12日～07月26日 HEAVY RHYTHM 2017 - KODAI SOLO LIVE -（全4公演）
- 2017年08月09日～08月31日 X4 FAN MEETING Vol.2（全8公演）
- 2017年12月29日、12月30日 X4 LIVE 2017 -もういくつ寝るとお正月だよ！ Xbaby 全員集合-（全2公演）
- 2018年03月02日、03月04日 吉田広大「KODAI SOLO LIVE -とことんヤりましょう-」（全2公演）
- 2018年04月28日～05月31日 X4 LIVE TOUR 2018 -XXXX-（全16公演）
- 2018年07月17日～07月24日 吉田広大「KODAI SOLO LIVE TOUR 2018 -吉田音楽堂- 」（全3公演）
- 2018年09月09日 X4 FAN MEETING～平成最後の夏祭り!?～（全2公演）
- 2018年10月26日～11月08日 吉田広大「KODAI SOLO LIVE TOUR 2018 -SING OR DIE-」（全5公演）
- 2018年11月15日～12月28日 X4 LIVE TOUR 2018 -CROSSROAD-（全16公演）
- 2019年03月21日～04月12日 吉田広大「KODAI YOSHIDA Acoustic Live Tour -COVER NIGHT-」  （全6公演）
- 2019年04月07日～04月20日 X4 FAN MEETING 2019～平成最後のファンミーティング～（全7公演）
- 2019年05月02日～05月20日 X4 LIVE TOUR 2019～X-traBEST～（全6公演）
- 2019年05月31日 吉田広大「KODAI YOSHIDA Acoustic Live ～ SPECIAL COVER NIGHT～」（全1公演）
- 2019年09月11日～10月10日 X4 LIVE TOUR 2019～Cryoni"X"～（全10公演）
- 2019年10月23日～11月07日 吉田広大「KODAI YOSHIDA Acoustic Live Tour 2019～可愛い俺に旅をさせろ！～」（全6公演）
- 2019年11月18日～11月19日 JUKIYA FAN MEETING -Happy 20th Birthday!!-（全2公演）
- 2020年01月16日 吉田広大 KODAI YOSHIDA Image vol.1（大阪）
- 2020年02月05日 吉田広大 KODAI YOSHIDA Image vol.2（東京）

### LIVE／EVENT
- 2015年05月02日 BREAK OUT祭 2015 〜POP-UP GaLLeRY〜（渋谷PARCO）
- 2015年05月04日 movement PARK 〜TOKOROZAWA DANCE FESTIVAL 2015〜（所沢航空公園）
- 2015年05月10日 だんぜん！！LIVE公開放送（サンシャインシティ噴水広場）
- 2015年05月14日 HEAVY RHYTHM 2015（渋谷club asia）-主催
- 2015年07月07日 FabFes2015.SUMMER（渋谷公会堂）
- 2015年07月11日 BREAK OUT祭（Zepp Diver City）
- 2015年07月12日 YOKOHAMA DANCE FESTIVAL 2015（赤レンガ倉庫）
- 2015年07月20日 だんぜん！！LIVE公開放送（サンシャインシティ噴水広場）
- 2015年08月15日 だんぜん！！FES（品川ステラボール）
- 2015年08月16日 寝屋川ミュージックフェス2015（アルカスホール）
- 2015年08月23日 中京テレビ24時間テレビチャリティーライブ（アスナル金山、久屋広場）
- 2015年08月25日 音霊 OTODAMA SEA STUDIO 2015（由比ヶ浜海岸）
- 2015年08月29日 ニコぶくろ夏フェスタ2015（池袋 P'PARCO）
- 2015年09月20日 東海ラジオ大感謝祭FM92.5（名古屋栄・オアシス21 銀河の広場）
- 2015年09月21日 HOTEL〜GET A DREAM 18〜（門真市民文化会館ルミエールホール）
- 2015年09月27日 だんぜん！！LIVE公開放送（サンシャインシティ噴水広場）
- 2015年10月03日 ZIP-FM 22nd ANNIVERSARY ZIP AUTUMN SQUUARE（栄の久屋大通公園・久屋広場）
- 2015年10月25日 BREAK OUTハロウィン祭（Zepp Diver City）
- 2016年08月04日 きみだけLIVE presents BURN-UP（豊洲PIT）
- 2016年07月25日～10月06日 HEAVY RHYTHM 2016（全13公演）-主催
- 2017年01月13日 BREAK OUT祭 2017（Zepp Tokyo）
- 2017年02月22日～03月10日 HEAVY RHYTHM 2017（全5公演）-主催
- 2017年02月24日～03月31日 SWISH 2017（全6公演）
- 2017年03月13日 きみだけLIVE presents BURN-UP（豊洲PIT）
- 2017年03月27日 イタズラな春Popteen胸キュン祭2017（豊洲PIT）【SHOTA】
- 2017年08月05日 V-air SATELLITE STAGE in 松江水郷祭（松江白潟公園東側特設ステージ）
- 2017年08月11日～09月30日 全国インストアライブツアー（全20箇所）
- 2017年08月27日 倉フェス！2017（倉敷市民会館）
- 2017年09月18日 BREAK OUT祭 2017 OSAKA（Zeppなんば大阪）
- 2017年10月01日、06日、12日 DREAM MAKER全国ワンマンライブツアー【OA：SHOTA、JUKYIA】
- 2017年11月15日 DREAM MAKER主催イベント「HIGH FIVE vol.1」（大阪・FUN-J twice）【KODAI】
- 2017年11月19日 BREAK OUT祭 2017 -autumn-（Zepp Tokyo）
- 2017年12月14日 DREAM MAKER主催イベント「HIGH FIVE vol.2」（大阪・FUN-J twice）【KODAI】
- 2018年01月07日 DREAM MAKER主催イベント「HIGH FIVE vol.3」（大阪・FUN-J twice）【JUKIYA】
- 2018年01月08日 DREAM MAKER主催イベント「HIGH FIVE vol.4」（大阪・FUN-J twice）【JUKIYA】
- 2018年01月30日 私のホストちゃん REBORN～絶唱！大阪ミナミ編～「ファン感謝祭」（愛知・東海市芸術劇場）【吉田広大】
- 2018年03月10日 だんぜん！！FES mini（東京・表参道GROUND）【KODAI】
- 2018年03月28日 SEASONS（東京・Shibuya VUENOS）【吉田広大（KODAI）】
- 2018年03月30日 FM-FUJI 開局30周年記念ライブ SPRING FUN LIVE at 新宿ReNY（東京・新宿ReNY）【吉田広大（KODAI）】
- 2018年04月01日 CALESS 20周年記念イベント「GET A DREAM ～20th ANNIVERSARY～」【KODAI】
- 2018年04月14日 VUENOS SWISH（東京・Shibuya VUENOS）【JUKIYA】
- 2018年07月01日 SWISH TOUR 2018～summer edition～（埼玉・HEAVEN'S ROCK kumagaya VJ-1）【JUKIYA】
- 2018年07月07日 w-inds.FES 2018 ADSR2018–Attitude Dance Sing Rhythm-（東京）
- 2018年07月16日 アスナル金山 presents SOLIDEMOアスナルトレジャー 海の日SP～SUMMER COLLABS with WHITEJAM～【吉田広大（KODAI）】
- 2018年07月22日 だんぜん！！FES mini#2（東京・表参道GROUND）【KODAI、JUKIYA】
- 2018年08月04日 石川町納涼夏祭り「ふじっこちゃんサマーフェス2018」（徳島・OKいしいパーク）【吉田広大（KODAI）】
- 2018年08月11日 VUENOS SWISH（東京・Shibuya VUENOS）【JUKIYA／ゲストKODAI、T-MAX】
- 2018年09月22日 SWISH TOUR 2018～autumn edition～（千葉・柏PALOOZA）【JUKIYA】
- 2018年10月20日 SWISH TOUR 2018～autumn edition～（兵庫・神戸Harbor Studio）【JUKIYA】
- 2018年11月23日 SWISH TOUR 2018～winter edition～（大阪・FANJ-twice）【JUKIYA】
- 2018年11月25日 SWISH TOUR 2018～winter edition～（岐阜・club-G）【JUKIYA】
- 2018年12月09日 e-radio presents.“SHIGA NOW”(滋賀・野洲文化ホール)
- 2019年01月13日 だんぜん！！FES（東京・LIQUID ROOM）
- 2019年03月01日 私のホストちゃん THE PREMIUM「ファン感謝祭」 （愛知・NAGOYA ReNY）【吉田広大、T-MAX、JUKIYA】
- 2019年04月14日 SWISH TOUR 2019 Spring edition TOKYO SWISH（東京・TSUTAYA O-EAST）
- 2019年04月29日 SWISH TOUR 2019 Spring edition NAGOYA SWISH（愛知・ダイアモンドホール）
- 2019年05月18日 松本岳ファンイベント「松本屋」（東京・FinGATE KAYABA）【T-MAX】
- 2019年07月08日 だんぜん！！LIVE #99 公開放送 in 押上WALOOP（東京）【吉田広大（KODAI）】
- 2019年07月15日 SHIBUYA SUMMIT 2019 supported by SWISH, だんぜん!!FES, JOL*fes（東京・TSUTAYA O-ESAT 他）【吉田広大（KODAI）】

### 舞台
- 私のホストちゃん THE FINAL～激突！名古屋栄編～(2016年1月29日〜2016年3月2日)【T-MAX、KODAI】
- クロノステージVol.3 鏡の中のAuftact(2016年11月30日〜2016年2月4日)【KODAI】
- HEAVY RHYTHM 2017～最初で最後の旗揚げ公演 !?～「ミックス」(2017年2月3日〜2017年2月5日)【T-MAX、KODAI、SHOTA、JUKIYA】
- 舞台「COSOMOS」(2017年11月2日～2017年11月5日 全6公演)【T-MAX、KODAI、SHOTA、JUKIYA】
- 舞台「私のホストちゃんREBORN」～絶唱！大阪ミナミ編～(2018年1月19日～2月11日 全25公演)【吉田広大（KODAI）】
- ミュージカル「タイタニック｣ -Titanic the musical -(2018年10月1日～10月22日 全24公演)【吉田広大（KODAI）】
- 舞台「私のホストちゃん THE RPREMIUM」（2019年2月1日～3月10日 全40公演）【吉田広大（KODAI）、T-MAX、JUKIYA】
- 舞台「GRIEF7 Sin#002」（2019年9月5日～）【吉田広大（KODAI）】
- 舞台「ボクのサンキュウ。」（2019年10月30日～）【T-MAX】
- 舞台「私のホストちゃん」THE LAST LIVE（2020年1月30日～2月16日 全13公演）【吉田広大（KODAI）、T-MAX、JUKIYA】
- 舞台「私のホストちゃん」THE LAST LIVE in 豊洲PIT（2020年2月20日）【吉田広大（KODAI）、T-MAX、JUKIYA】

### TV
- 2015年04月23日 テレビ朝日系 BREAK OUT
- 2015年06月11日 テレビ朝日系 BREAK OUT
- 2015年08月06日 テレビ朝日系 BREAK OUT
- 2015年08月23日 中京テレビ24時間テレビ チャリティーライブ
- 2015年09月23日 日本テレビ系 スッキリ！（VTR）
- 2016年12月28日 NHK総合「わが心の大阪メロディー」（恋のバカンス／ザ・ピーナッツ）
- 2017年02月28日 NHK総合「うたコン」（勝手にしやがれ／沢田研二）
- 2017年04月05日 読売テレビ「音力-ONCHIKA-」
- 2017年04月25日 NHK総合「うたコン」（モンロー・ウォーク／南佳孝）
- 2017年06月27日 NHK総合「うたコン」（銀河鉄道999／ゴダイゴ）
- 2017年06月30日 NHK総合「ごごウタ」（Rockin' It／X4）
- 2017年07月26日 テレビ東京「THEカラオケ★バトル」KODAI（木蘭の涙／スターダスト・レビュー）
- 2017年10月04日 テレビ朝日系 BREAK OUT
- 2017年10月31日 NHK総合「うたコン」（上を向いて歩こう／坂本九）
- 2018年01月17日 テレビ東京「THEカラオケ★バトル」KODAI（最後の雨2007／中西保志）
- 2018年08月29日 テレビ東京「THEカラオケ★バトル」KODAI（翼の折れたエンジェル／中村あゆみ）
- 2020年04月26日 テレビ東京「THEカラオケ★バトル」KODAI（木蘭の涙／スターダスト・レビュー）※2017年7月26日放送分

### ラジオ（レギュラー）
- 2015年08月03日～2016年03月28日 CROSS FM「X4の裏事情」
- 2016年04月06日～2016年09月29日 bayfm ｢X4 you｣